# 至尊無上
《至尊無上》是一部1989年上映的香港赌博電影，由向华胜和王晶執導，谭咏麟、刘德华、陈玉莲和关之琳主演。香港票房2,329万元港幣，位列香港年度华语片第五位。龙方获得第9届香港电影金像奖最有前途新人提名。
本片的成功为王晶后来的《赌神》、《赌侠》等赌片奠定了良好口碑。但它侧重于展现兄弟间情义和男女爱恋在黑帮仇杀下的坎坷命运，不同于后者以特异功能和喜剧效果为主的内容。

## 剧情
罗森（譚詠麟飾）与陈亞蟹（螃蟹，劉德華飾）是一对从小玩到大、情同手足的职业赌徒老千，螃蟹因为出老千伤人坐牢最近刚出狱，并认识了开车接他出狱的罗森的女助手Bobo（关之琳饰）。应好友龙哥（向華强飾）邀请，两人赴美国赌城破解了以日本人宮木養父子为首的國際賭徒的詐騙集團。两人并在那里结识了正在度假的香港千金小姐童可人（陳玉蓮飾），螃蟹雖先對她動心，卻是罗森与她发展出恋情。三人回香港后，宮木太郎為了報復，透過香港代理人金牙貴派員追杀罗森。罗森幸得螃蟹相救逃过一劫，但是螃蟹的左手却也因此被砍伤，影响了他赌技的发挥。
可人介绍罗森给她父亲后，罗被安排到未来岳父的公司工作。羅森以警方介入調查宮木集團詐騙案為由，要求宮木弘煞停與岳父協定的一億美元鉅額商業貸款，為此無心開罪宮木，他也再度遇襲，這回他被宮木的保鑣刺傷送院，險些送命。可人之父雖不明詳情，卻因知曉宮木的背景複雜而猜出兩方有枱面下的較勁。罗森應允岳父的要求，退出江湖並远离赌场。在罗森和可人的订婚派对上，螃蟹带着女友波波前来恭贺两人，欲與羅森一起重新出山。得知羅森金盆洗手後，欲以擲銅板來決定兩人今後行止。羅森以為螃蟹欲出千誆他再入江湖，因而當面破其千術。螃蟹將銅板交給羅森後傷心離去，始知這次出千其實是給雙方台階下。罗森想让螃蟹来公司帮他做事或借钱给他做正经生意，但被螃蟹以他不如罗森那样会英语有文化的理由而予以拒绝。
螃蟹因千術大不如前而無法以繼續以賭謀生，遂攜帶300万港币的偽鈔去宮木太郎的赌场與太郎對賭以求一注翻身後遠颺。两人赌博时警方以涉嫌非法聚賭硬闖禁地，螃蟹趁機將太郎的赌資扔出窗外盜走，再次得罪太郎。太郎为了报复，派人绑架可人，并要求螃蟹前来救她。此时罗森与岳父在澳洲谈生意，螃蟹只得中止与Bobo移民巴西的计划去见太郎。太郎不但侵犯了可人，而且打死Bobo。宮木弘擺下毒酒陣與螃蟹對賭可人的自由，螃蟹以街頭騙術三張牌的手法弄亂酒的順序後飲下，令弘不知他喝的究竟是哪一杯。最後为了救走可人，螃蟹強忍中毒之不適後帶可人離去，虽然可人安全回家，Bobo和螃蟹却都付出了生命的代价。
罗森回港后，为给螃蟹討回公道，他向岳父借钱未遂，原因是他不能透過借錢來從事違背良心的所謂事業；他於是央求龍哥安排美國賭博從業員介入，美方也借此委託一批黑手黨員向宮木集團報復，展開了亞洲賭場爭奪戰。最终双方商定由宫木弘代表日方，罗森代表美方举行一次大型赌局，如果美方賭輸，龍哥的意大利合夥人便要回美國，且終身不可踏足亞洲賭場。可人为此也拿出了1.7亿港币的资产凭证来支持罗森。
宮木弘賭技超群，羅森丟盔卸甲勉強應付。在新一轮赌局中，由於會計師需要時間驗證可人資產憑證的真實價值，雙方中場休息。羅森於洗手间遭枪手袭击造成腹部受伤，於送醫前懇求可人代他完成賭局。他告诉她，等会在赌桌上不要看那张底牌，因為自己的牌只有一對，沒有對方大，但日方的赌金不够，只要把賭金喊高，對方就不會跟，要她将己方的赌注全部押上，並只接受以太郎的一只手和一只脚代替日方不足的賭金。宮木弘為求避嫌，同意繼續賭局。可人在赌桌上依羅森所言提出要求后，弘虽然答应了她，但也要可人加上她的一只手以示公平，可人不得不答應。由於心下忐忑而露出破綻，令宮木弘識破其為虛張聲勢而應允加注攤牌。可人大驚失色，但實際上罗森的牌面是公开的四张为红桃10，红桃J，红桃K，红桃A（未开的是红桃Q，组成同花顺牌），宫木公开的四张则是两张Q和两张J（未开的是Q，组成葫蘆牌，小于同花顺但是大于顺子牌）。最后罗森的同花顺牌获胜，弘要太郎兑现诺言，太郎不想手脚被砍，于是开枪射杀了义父，最后他亦被美日双方一起射杀。
可人最后到医院看望罗森，竟听到罗森和射杀他的枪手谈话。原来罗森在洗手间被袭击竟是自導自演，目的是要可人代替他完成賭局，利用沒有賭博經驗的可人引動宮木弘下定決心跟注，從而讓宮木父子相残来为螃蟹討回公道。罗森还说他不打算以后让可人知道这个秘密，他会瞒她一輩子。听到后的可人把订婚戒指取下放在病房门口的走道扶手上面并伤心离去。

## 角色
| 演員           | 角色        | 粵語配音 | 介绍 |
| 谭咏麟         | 罗森        | 朱子聰   | 亚洲第一赌王，比螃蟹有学识 於賭局前安排槍手，在中場休息時在洗手間突襲其，利用缺乏賭博經驗的可人參與賭局並對宮木父子挑撥離間，務求為螃蟹報仇                               |
| 刘德华         | 陈亚蟹/螃蟹 | 劉德華   | 亚洲第一神手，他与罗森两人是情同手足的一对职业赌徒 在營救可人時誤中宮木弘所設的毒酒局而不幸離世，為此羅森決定向日方報復                                                   |
| 陈玉莲         | 童可人      | 沈小蘭   | 千金小姐，父亲是億万富豪大老板，起初陈蟹也对她很有好感，後来与罗森订婚 |
| 关之琳         | Bobo        | 何錦華   | 酒吧的服务员，后与陈蟹相恋 在持槍營救螃蟹及可人時遭宮木太郎槍擊喪生 |
| 向华强         | 龙哥        | 梁政平   | 美國華人賭博業界人士，持有多所賭場，罗森好友 |
| 龙方           | 宮木太郎    | 劉江     | 本片反派 宮木弘之養子，宮木犯罪集團合夥人 派人擄走童可人並侵犯之，並槍殺持槍營救螃蟹的Bobo 在賭局末段違背羅森提出的要求，背叛養父並槍擊之，最終遭雙方槍擊飲彈瀝血而喪生。 |
| 狄原賢三       | 宮木弘      |          | 本片終極大反派 太郎之養父，宮木集團首領 設毒酒局令螃蟹中毒身亡 在賭局末段被背叛其而失心瘋的太郎槍擊喪生                                                                   |
| 高雄           | 金牙贵      | 劉江     | 本片反派 香港犯罪组织首領，宮木集團的香港代理人，被宮木太郎指使刺杀罗森                                                                                                   |
| 黃志強         | Terance     | 黃志成   | 本片反派 灣仔警區警務人員，實為黑警 受宮木太郎委託在其地下賭場收受利益，並借螃蟹在此行使偽鈔而擅闖                                                                        |
| 沈威           | 四叔        |          | 酒吧老闆 |
| 黃斌           |             |          | 陳螃蟹好友 |
| 黃智強         |             |          | 與羅森一同騙四叔 |
| 傅宏達         |             |          | 童可人父親 |
| 鹿村泰祥       |             |          | 宮木弘手下 |
| 曾光展         |             |          | |
| 仇雲波         |             |          | 與羅森串通之假槍手 |
| Bruce Fontaine |             |          | 特技演員，幫童可人慶生 |
| 麥克阿伯特     |             |          | |
| 韋恩亞契       |             |          | |
| 陳德光         |             |          | 宮木太郎手下 |
| 譚鎮渡         |             |          | |
| 錢月笙         |             |          | 宮木弘手下 |
| 林啟榮         |             |          | 宮木弘手下 |
| 周志鴻         |             |          | 宮木太郎手下 |
| Roger Thomas   |             |          | Fransolini手下 |
| 魯亦詩         |             |          | Fransolini手下 |
| 河國榮         |             |          | 飯店送包裹服務員 |
| Robert Zajac   |             |          | 警察 |
| 簡達華         |             |          | 宮木太郎手下 |
| Ernest Mauser  | Rosi        |          | 賭場總監 |
| 羅樹琪         |             |          | 醫治陳螃蟹的醫生 |
| 陳穎芝         |             |          | 酒吧小姐 |
| 藍靖           |             |          | 撞球場上鉤的凱子 |
| 譚偉           |             |          | 金牙貴手下 |
| 張永漢         |             |          | |
| 李華幹         |             |          | 童可人父親友人 |
| 楊和           |             |          | |
| 黃靖華         |             |          | 宮木太郎手下 |
| 格蘭特沃波爾   |             |          | 警察 |
| 陳景志         |             |          | 金牙貴手下 |
| 黃偉亮         |             |          | 金牙貴手下 |
| 韓年生         |             |          | |
| 左西           |             |          | 宮木太郎手下 |
| 張贊生         |             |          | 超商服務員 |
| 陳文清         |             |          | |
| 關國忠         |             |          | 金牙貴手下 |
| 彭潤祥         |             |          | 宮木太郎手下 |
| 呂劍光         |             |          | |
| 斯蒂夫塔泰裡亞 |             |          | |
| 黃金棠         |             |          | 宮木弘手下 |
| 李博孝         |             |          | 宮木弘手下 |
| Kenneth Smyth  |             |          | |
| 咖喱           |             |          | 金牙貴手下 |

## 電影歌曲
| 曲別   | 歌曲               | 作曲   | 作詞   | 演唱   |
| ------ | ------------------ | ------ | ------ | ------ |
| 主題曲 | 〈至尊無上〉       | 黃霑   | 黃霑   | 譚詠麟 |
| 片尾曲 | 〈像我这样的朋友〉 | 梁弘志 | 梁弘志 | 譚詠麟 |

## 獎項
| 頒獎典禮            | 獎項         | 名字   | 結果 |
| ------------------- | ------------ | ------ | ---- |
| 第9届香港电影金像奖 | 最佳新演員   | 龍方   | 提名 |
| 第26届金馬奖        | 最佳原著音樂 | 梁弘志 | 提名 |

## 相關電影
- 《至尊無上II之永霸天下》（Casino Raiders 2），1991年上映，杜琪峰导演，刘德华、王杰、吴倩莲和陈法蓉主演。
- 《Fatal Bet（英语：Fatal Bet）》，本片的英語版，故事與場景大致上與本片相同，只是主要演員(劉德華、譚詠麟、陳玉蓮和關芝琳）所飾演的角色改了由外國演員飾演，其他演員（例如：向華強、龍方、狄原賢三和高雄等）所飾演的角色則大半與本片相同。

## 外部連結
- 開眼電影網上《至尊無上》的資料（繁體中文）
- 豆瓣电影上《至尊無上》的資料 （简体中文）
- 时光网上《至尊無上》的資料（简体中文）
- AllMovie上《至尊無上》的资料（英文）
- 爛番茄上《至尊無上》的資料（英文）
- 香港影庫上《至尊無上》的資料（繁體中文）
- 互联网电影数据库（IMDb）上《至尊無上》的资料（英文）